# Saksonia-Meiningen i Hildburghausen

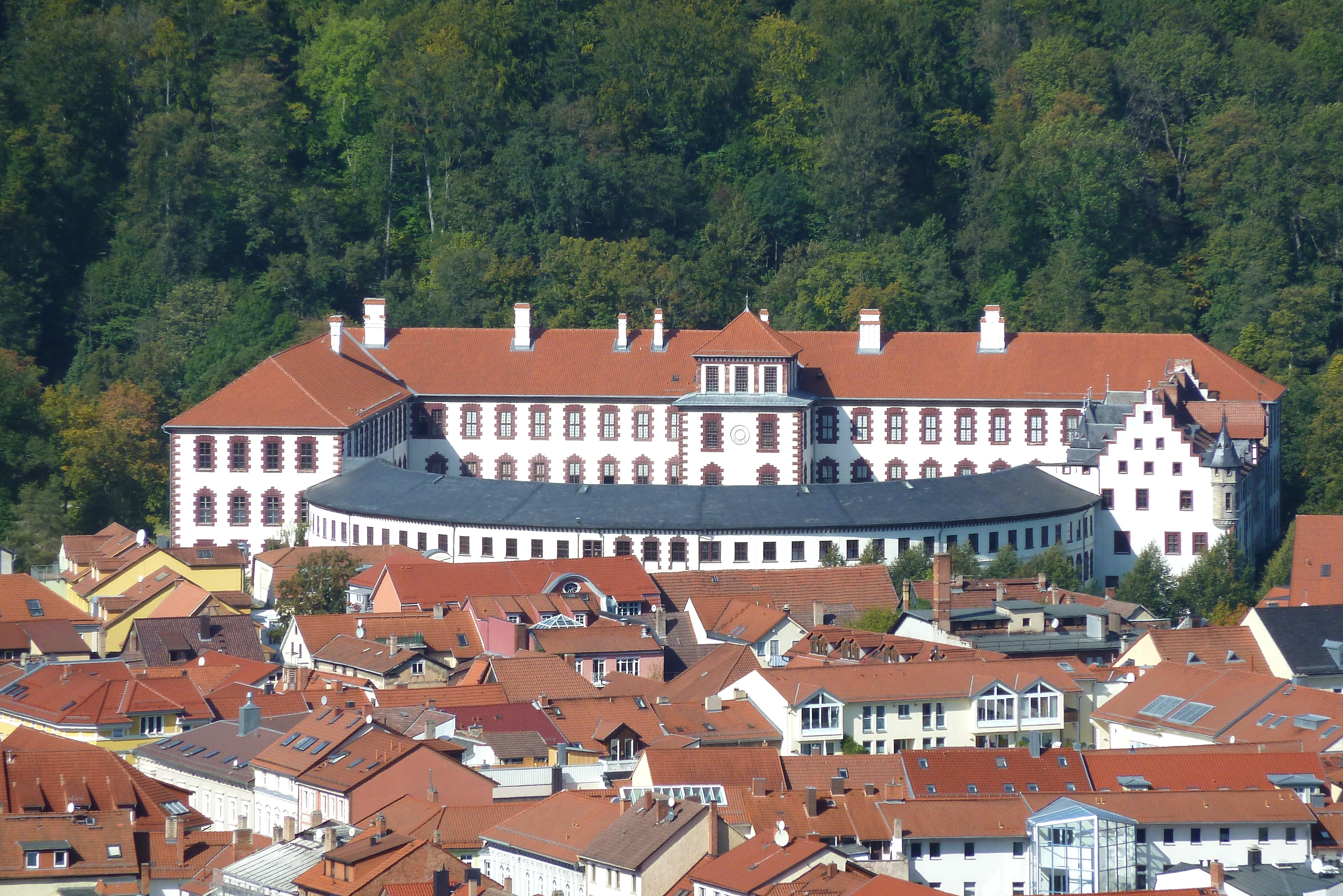
Schloss Elisabethenburg, rezydencja książąt od 1682 r.

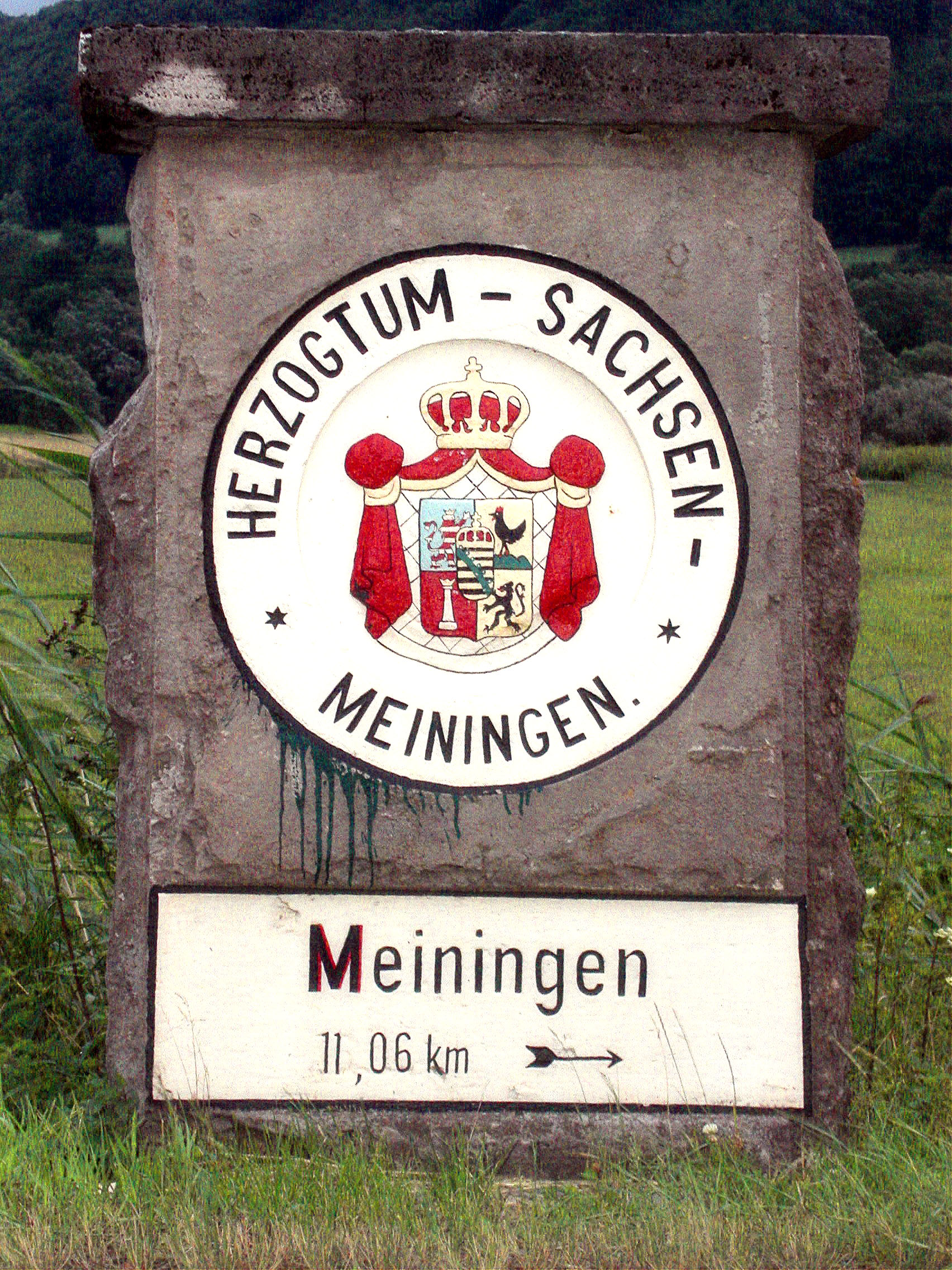
Ocalały do dziś słup graniczny księstwa Saksonii-Meiningen

Księstwo Saksonii-Meiningen (niem. Herzogtum Sachsen-Meiningen, od 1826 roku znane też jako Księstwo Saksonii-Meiningen i Hildburghausen) – księstwo Świętego Cesarstwa Rzymskiego powstałe z podziału ziem linii ernestyńskiej dynastii Wettynów. Od 1826 roku włączono do niego księstwo Saksonii-Hildburghausen. Od 1866 roku państwo Związku Północnoniemieckiego, a po zjednoczeniu Niemiec w 1871 roku jedno z krajów Cesarstwa Niemieckiego. Stolicą księstwa było miasto Meiningen.

## Historia
Bernard II wstąpił na tron w 1803 roku. Jego siostra Adelajda została królową Wielkiej Brytanii. 11 lutego 1825 roku zmarł Fryderyk IV (1774–1825), ostatni przedstawiciel linii Saksonia-Gotha-Altenburg. Dokonano nowego podziału ziem książąt saskich. Dotychczasowy władca księstwa Saksonii-Hildburghausen książę Fryderyk został władcą księstwa Saksonii-Altenburg. Natomiast władzę nad Hildburghausen przejął Bernard II. W wyniku nowego podziału obszar państwa Bernarda II zwiększył się dwukrotnie. Dwukrotnie zwiększyła się też liczba mieszkańców. 23 sierpnia 1829 dał książę swoim poddanym nową konstytucję.
Wraz z wyjazdem siostry Adelajdy do Anglii i nowym kontaktom nastąpiło ożywienie życia gospodarczego w księstwie. W 1830 roku książę Bernard został odznaczony Orderem Podwiązki. Poprawa sytuacji gospodarczej sprzyjała rozwojowi miast, przyczyniła się do ustanowienia dworskiego teatru (Das Meininger Theater) oraz pozwoliła na budowę zamku Landsberg.
Książę Bernard III objął panowanie po śmierci swego ojca, który zmarł w dniu 25 czerwca 1914 roku w wieku 88 lat i po 48 latach panowania, na kilka dni przed zamachem w Sarajewie (28 czerwca 1914), mając wtedy 63 lata. Reprezentując konserwatywno-pruskie przekonania stał się z czasem mało popularny w tym będącym aż do dzisiaj liberalnym kraju. Po rozpoczęciu I wojny światowej Bernhard przekazał zarząd nad państwem swej małżonce Charlotte, która sprawowała rządy nad krajem jako księżna, a sam udał się na front, aby nadzorować oddziały wojskowe z Meiningen, jak też fortyfikacje wojskowe. Po klęsce Cesarstwa w I wojnie światowej i wybuchu rewolucji listopadowej w 1918 podobnie jak wszyscy niemieccy monarchowie został zmuszony do abdykacji.

## Książęta (Herzöge)
- 1680–1706 – Bernard I (syn Ernesta I Pobożnego księcia Saksonii-Gothy)
- 1706–1724 – Ernest Ludwik I (syn Bernarda I)
- 1724–1729 – Ernest Ludwik II (syn Ernesta Ludwika I)
- 1729–1743 – Karol Fryderyk (syn Ernesta Ludwika I)
- 1743–1746 – Fryderyk Wilhelm (syn Bernarda I)
- 1746–1763 – Antoni Ulryk (syn Bernarda I)
- 1763–1782 – Karol Wilhelm (syn Antoniego Ulryka)
- 1763–1803 – Jerzy I (syn Antoniego Ulryka, do 1775 wspólnie z bratem)
- 1803–1866 – Bernard II (syn Jerzego I)
  - W 1826 książęta Saksonii-Meiningen przejęli władzę nad księstwem Saksonii-Hildburghausen i odtąd tytułowali się z Saksonii-Meiningen i Hildburghausen.
- 1866–1914 – Jerzy II (syn Bernarda II)
- 1914–1918 – Bernard III (syn Jerzego II, zm. 1928)

1918 – obalenie monarchii

## Genealogia
- uproszczona genealogia panujących z dynastii Wettynów: